# محافظية الأمة الواحدة

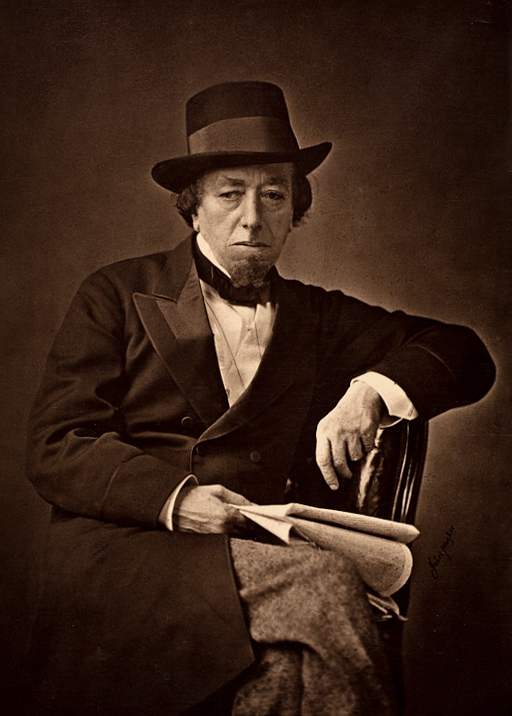

محافِظية الأمة الواحدة، تُعرف أيضًا بنزعة الأمة الواحدة أو ديمقراطية المحافظين، هي صيغة محافظة أبوية للسياسة المحافظة البريطانية. تدعو إلى الحفاظ على المؤسسات الراسخة والمبادئ التقليدية في إطار الديمقراطية السياسية، بالاقتران مع البرامج الاقتصادية والاجتماعية المصممة لإفادة الشخص العادي. بحسب هذه الفلسفة السياسية، ينبغي السماح للمجتمع بأن يتطور بطريقة عضوية، لا أن تجري هندسته. وتحاجج بأن أفراد المجتمع لديهم التزامات تجاه بعضهم البعض وتشدد على وجه التحديد على الأبوية، التي تعني أن على أولئك من أصحاب الامتيازات والأثرياء نقل ملكياتهم. تحاجج بأن هذه النخبة يجب أن تعمل على التوفيق بين مصالح جميع الطبقات، والعمل والإدارة أيضًا، بدلًا من تحديد خير المجتمع فقط بمصالح طبقة رجال الأعمال.
نشأت العبارة الوصفية «حزب محافظي الأمة الواحدة» مع بنيامين ديزرايلي (1804-1881) الذي كان يشغل منصب كبير المتحدثين باسم المحافظين وأصبح رئيسًا للوزراء في فبراير عام 1868. ابتكر ديزرايلي العبارة لجذب الناس من الطبقة العاملة، إذ كان يأمل أن ينظروا إليها كطريقة لتحسين حياتهم من خلال قوانين المصانع والصحة وكذلك أيضًا حمايةً أكبر للعمال. ظهرت الأيديولوجيا بشكل كبير خلال فترة ديزرايلي في الحكومة، التي مرر خلالها البرلمان البريطاني إصلاحاتٍ اجتماعية هامة. مع قرب نهاية القرن التاسع عشر، ابتعد حزب المحافظين عن الأبوية لصالح رأسمالية السوق الحرة. في النصف الأول من القرن العشرين، أفضت المخاوف من التطرف إلى إحياء محافظية الأمة الواحدة. استمر حزب المحافظين في تبنّي تلك الفلسفة على امتداد وفاق ما بعد الحرب منذ عام 1945. أثّر فكر الأمة الواحدة على تسامح الحزب مع التدخل الكينزي لحكومة العمال في الاقتصاد وإقامة دولة الرفاهية وهيئة الخدمات الصحية الوطنية.
شهدت السنوات اللاحقة صعود اليمين الجديد، الذي تبنّاه قادة مثل مارغريت تاتشر. رفض هذا التيار من المحافظية فكر الأمة الواحدة وعزا المشكلات الاجتماعية والاقتصادية للبلاد إلى دولة الرفاه والسياسات الكينزية. في القرن الحادي والعشرين، فضّل قادة حزب المحافظين علنًا نهج الأمة الواحدة. على سبيل المثال، سمّى ديفيد كاميرون، الذي قاد حزب المحافظين منذ عام 2005 حتى عام 2016، ديزرايلي كنائبه المحافظ المفضل وأشار بعض المعلقين وأعضاء البرلمان أن أيديولوجيا كاميرون كانت تحتوي على عنصر من نزعة الأمة الواحدة. شكك معلقون آخرون في مدى تجسيد كاميرون وائتلافه لمحافظية الأمة الواحدة، ووضعوها بدلًا عن ذلك في التقليد الفكري للتاتشرية. في عام 2016، أشارت تيريزا ماي، خليفة كاميرون، إلى نفسها كنائبة محافظة تتبنّى فكر الأمة الواحدة في خطابها الأول كرئيسة للوزراء وعرضت تركيزها على مبادئ الأمة الواحدة. طرح خليفة ماي، رئيس الوزراء الحالي بوريس جونسون، تأكيداتٍ مماثلة. 

## الفلسفة السياسية
ابتدع رئيس الوزراء البريطاني المحافظ بينيامين ديرزايلي محافظية الأمة الوحدة، عرَض ديزرايلي فلسفته السياسية في اثنتين من رواياته: كونينغسبي (1844) وسيبيل (1845). اقترحت محافظية ديزرايلي مجتمعًا أبويًا مع طبقاتٍ اجتماعية سليمة، لكن مع تلقّي الطبقة العاملة للدعم من المؤسسة. شدد على أهمية الالتزام الاجتماعي بدلًا من الفردانية. نُحت المصطلح لأن ديزرايلي كان يخشى انقسام بريطانيا إلى أمتين، واحدة للأغنياء وواحدة للفقراء بسبب التصنيع واللامساواة المتزايدين. كانت محافظية الأمة الواحدة حلّه لهذا الانقسام، أي نظام من الإجراءات لتطوير حياة البشر وتأمين الدعم الاجتماعي وحماية الطبقات الاجتماعية. 
برر ديزرايلي أفكاره بإيمانه بمجتمع عضوي تمتلك فيه الطبقات المختلفة التزاماتٍ طبيعية تجاه بعضها البعض. نظر إلى المجتمع على أنه هرمي بشكل طبيعي وشدد على التزامات أولئك الذين في القمة تجاه أولئك الذين في الأسفل.